# Daur Arszba
Daur Dżumkowicz Arszba (ros. Даур Джумкович Аршба; ur. 28 marca 1962 w Tkwarczeli) – abchaski polityk, separatysta i urzędnik, w 2018 pełniący obowiązki premiera Abchazji.

## Życiorys
Od 1979 do 1984 studiował historię na wydziale prawno-historycznym Abchaskiego Uniwersytetu Państwowego, po czym do 1985 pracował jako nauczyciel. Od 1985 do 1987 służył w armii, a od 1991 do 1992 kierował muzeum w Tkwarczeli. Brał udział w wojnie w Abchazji, dowodził w niej regimentem w rejonie Tkłarczal. W latach 1994–1995 kierował technikum w Tkwarczeli, po czym pracował w Ministerstwie Spraw Zagranicznych Abchazji: od 1996 jako szef departamentu międzynarodowego, a od 1997 jako pierwszy wiceminister. Od 2003 do 2005 kierował administracją dystryktu Tkwarczeli. W 2005 zaangażował się w działalność organizacji Forum Jedności Narodowej Abchazji, wspierającej kandydata prezydenta Raula Chadżymbę. W latach 2005–2010 był jednym z jej trzech (od 2008 dwóch) współprzewodniczących, później przeszedł na fotel wiceprzewodniczącego. W 2007 został wybrany do parlamentu. W 2012 nie uzyskał reelekcji, ale rok później uzyskał mandat w wyborach uzupełniających. 12 listopada 2014 wybrany wiceprzewodniczącym parlamentu, a 31 marca 2015 powrócił do przewodniczenia partii. W 2016 został szefem administracji prezydenta Chadżymby.
8 września 2018 jako pierwszy wicepremier tymczasowo objął funkcję premiera nieuznawanej Abchazji po śmierci w wypadku samochodowym Gennadiego Gagulii.